# Заморний Яр
Заморний Яр (рос. Яр Заморный; б. Закмитный Яр) — балка (річка) в Росії у Шебекінському районі Бєлгородської області. Ліва притока річки Нежеголь (басейн Азовського моря).

## Опис
Довжина бадки приблизно 15,65 км, найкоротша відстань між витоком і гирлом — 12,58  км, коефіцієнт звивистості річки — 1,24 . Формується декількома безіменними балками та загатами.

## Розташування
Бере початок на західній стороні від села Шабельне в урочищі Ключовий. Тече переважно на північний захід понад селом Бондаренків і впадає у річку Нежеголь, ліву притоку Сіверського Дінця.

## Цікаві факти
- У минулому столітті на річці існували 1 газгольдер та 2 газові свердловини[2].